# Hohenwarth-Mühlbach am Manhartsberg
Hohenwarth-Mühlbach am Manhartsberg (Hohenwarth-Mühlbach a.M.) är en kommun  i Österrike. Den ligger i distriktet Hollabrunn i förbundslandet Niederösterreich. Kommunens huvudort, Hohenwarth, ligger 50 km nordväst om huvudstaden Wien. 
Kommunen består av sju orter (Ortschaften) (inom parentes invånarantal 1 januari 2024):

- Bösendürnbach (83)
- Ebersbrunn (199)
- Hohenwarth (449)
- Mühlbach am Manhartsberg (207)
- Olbersdorf (65)
- Ronthal (121)
- Zemling (215)